# 爱丽丝·纱良·奥特
爱丽丝·纱良·奥特（德語：Alice Sara Ott，1988年8月1日—），德国日本裔钢琴家。

## 職業生涯
爱丽丝·纱良·奥特出生于德国慕尼黑，母亲是日本人，父亲是德国人。奥特四岁开始学习钢琴，七岁即获得德国青少年音乐比赛首奖，青年时代的她已经获得各类音乐比赛的奖项，例如13岁时获得滨松国际钢琴比赛“最具潜力艺术家奖”、15岁获得瓦尔蒂多内国际钢琴比赛第一名。她曾在萨尔茨堡莫扎特音乐大学师从德国钢琴教育家卡爾-海因茨·凱莫林，现如今已是各种国际音乐艺术活动的常客，例如不伦瑞克古典音乐节、苏黎世音乐节、莱比锡巴赫音乐节、梅前州音乐节等等，常年在欧洲、日本和美国等地巡回演出。
爱丽丝·纱良·奥特自2008年起和德意志留声机签定了独家艺术家合约，录制了演奏李斯特、肖邦、贝多芬和穆索尔斯基等作曲家的唱片。

## 出演

### 電視
- 情熱大陸（2010年1月3日、毎日放送）（同年6月、第43回US国際映像祭で最優秀賞を受賞）
- 僕らの音楽（2010年4月2日、フジテレビ）
- テレビでドイツ語（2010年5月19日、NHK教育テレビ)
- 第54回NHKニューイヤーオペラコンサート（2011年1月3日、NHK教育テレビ)
- 1億人の大質問!?笑ってコラえて!（2014年6月4日、日本テレビ)
- 読響シンフォニックライブ（2014年11月19日、日本テレビ)
- 報道ステーション（2016年5月20日、テレビ朝日）
- セブンルール（2017年5月23日、関西テレビ制作・フジテレビ系列）

### 電台
- きらクラ!（2012年6月3日、NHK-FM）

### 音樂會
- 愛麗絲．紗良．奧特，鋼琴 | Recitals Alice Sara Ott piano Nightfall(2019年11月21日、Music Map)

### CM
- オルビス『ルージュクリスタル』（2010年）
- Audi『《Behind the scene》The new Audi A8スペシャルサイトムービー』（2014年）

## 個人生活
她的妹妹莫娜·飛鳥·奥特也是一名钢琴家。
奧特會流利的德語、日語及英語，她的日語是在慕尼黑的日僑學校學習的。
2019年2月15日，奥特在自己的官方網站上表明診斷出罹患多發性硬化症。她分別以英文、德文與日文，寫下檢查期間承受的絕望感，以及下定決心要找出適合的治療方法繼續維持以往的生活等。文章中表明對於公布病情一事有過遲疑，不過也進一步表示：「特別是對於年紀輕輕便面臨患病處境的人，希望能盡可能為他們帶來勇氣。」而針對預定舉行的演奏會，則表示「期盼能繼續參加」。 